# Ludmiła Pinajewa
Ludmiła Josifowna Pinajewa z domu Chwiedosiuk (ros. Людмила Иосифовна Пинаева, z domu Хведосюк, ur. 14 stycznia 1936 w Krasnom Siele) – radziecka kajakarka. Wielokrotna medalistka olimpijska.
Brała udział w trzech igrzyskach (IO 64, IO 68, IO 72), za każdym razem zdobywała medale. W 1964 i 1968 zwyciężała w jedynce, w 1972 w dwójce – partnerowała jej Kateryna Kuryszko. W 1968, wspólnie z Antoniną Sieriediną, zdobyła brązowy medal w tej konkurencji. Dziesięciokrotnie stawała na podium mistrzostw świata, siedem razy sięgając po złoto (K-1 500 m: 1966, 1970, 1971; K-4 500 m: 1963, 1966, 1971, 1973), a trzy razy po srebro (K-1 500 m: 1963, K-2 500 m: 1963, 1973).